# Ehemaliges Direktorenwohnhaus (LVR-Klinik Düren)

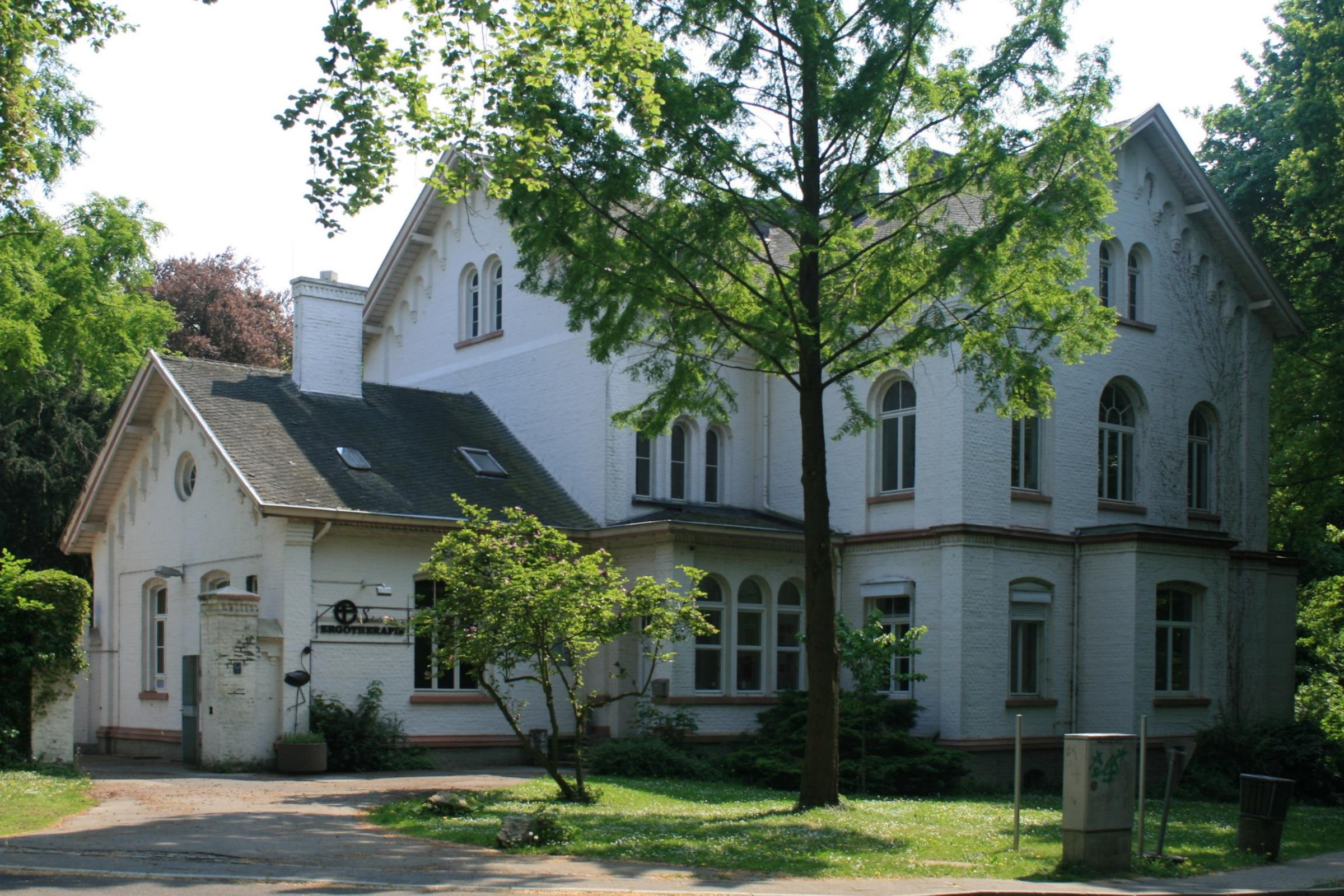

Das ehemalige Direktorenwohnhaus ist ein Gebäude auf dem Gelände der LVR-Klinik Düren in Düren in Nordrhein-Westfalen. Das Gebäude wurde, wie alle Bauwerke auf dem Gelände der ehemaligen Provinzial Heil- und Pflegeanstalt, zwischen 1874 und 1878 erbaut.
Das ehemalige Direktorenwohnhaus, auch Direktorenvilla genannt, ist ein an der Anstaltsauffahrt gelegener freistehender zweigeschossiger Backsteinbau mit eingeschossigem Anbau. Das Gebäude hat zum Teil segmentbogige Fensteröffnungen. Das Stockgesims aus Buntsandstein ist verkröpft. An der Rückseite ist die originale Holzveranda zu sehen. Auf dem Haus befindet sich ein Satteldach mit Schieferdeckung und sichtbaren Balkenköpfen.
Das Bauwerk ist unter Nr. 1/001b in die Denkmalliste der Stadt Düren eingetragen.